# 津田禎
津田 禎（つだ ただし、1964年2月21日 - ）は、青森テレビの社員で、元アナウンサー、報道部記者。

## 来歴・人物
岩手県江刺市（現・奥州市江刺区）出身で、血液型はO型。岩手県立金ケ崎高等学校を経て、1987年に東洋大学文学部中国哲学文学科卒業後、ATVに入社（同期アナは2021年に退社した福士珠美）した。1990年代に報道部へ異動したが、2000年代にアナウンサーへ復帰した。愛称は「つんちゃん」。2016年から2017年までは大阪支社、2018年は弘前支社長、2022年時点では八戸支社長として活動していた。その後、本社総合戦略局営業戦略部の部長に異動。
ヘアスタイルはスキンヘッドに近い丸刈りで、おでこのところはあまり髪の毛が生えていない。これをネタに、ATV地上デジタルテレビジョン放送の宣伝では、女子アナが「デジタルになると（メイクにも）気が抜けなくなるよ。」といった後に、津田が「気」と「毛」を聞き違いしたかのように「毛が抜けないんだってー」と自分の頭をくしで叩きながら言っていた。また、記者時代は髭を生やしていた。
また、地元局のIBC岩手放送アナウンサー試験を受けた際に落ちた経験があり、その関係で時々IBCのテレビ・ラジオの番組にお情けで登場することがたまにあった。

## 過去の出演番組
- おしゃべりハウス
- じしゃばん
- ATVニュース
- ATVニュースワイド（ナレーションのみ）
- バック・トゥ・ザ・デイズ（『ビーフ津田』として）
- ATVホームミラーウィークエンド90分・見て得どっきん
- ロードショーどうでしょう
- らくてんスタジオ
- 学校へ行こう! 津軽弁講座
- みのもんたの朝ズバッ!を10倍楽しむ法（番宣CMも放送）